# Anfiteatro José Hernández
Anfiteatro José Hernández (también conocido como Estadio José Hernández)  es un recinto deportivo y de entretenimiento de usos múltiples ubicado en la ciudad de Jesús María en la Provincia de Córdoba de Argentina. Es propiedad del municipio local y fue inaugurado en 1966. El recinto tiene una capacidad para 31.500 espectadores. 

## Historia y capacidad
El anfiteatro consta de una cancha (utilizada para jineteada gaucha o rodeos) y un escenario. Lleva el nombre de José Hernández,  autor del poema Martín Fierro, obra cumbre del género literario gauchesco. Hernández es considerado uno de los escritores argentinos más importantes de todos los tiempos. 
Desde su apertura en 1966, el Anfiteatro José Hernández ha sido sede del Festival Nacional de Doma y Folclore, una celebración local anual que incluye jineteada gaucha y conciertos de artistas del folclore argentino. Además también se realizaron eventos de fútbol. El CSD Colón (de la ciudad de Colonia Caroya) es uno de los equipos que utilizó el recinto como sede.